# Talsperre Venda Nova
Die Talsperre Venda Nova (portugiesisch Barragem da Venda Nova) liegt in der Region Nord Portugals. Sie staut den Rabagão, der an dieser Stelle die Grenze zwischen den Distrikten Braga und Vila Real bildet. Etwa drei Kilometer unterhalb der Staumauer mündet der Rabagão in den Cávado, der hier von der Talsperre Salamonde aufgestaut wird.
Mit dem Projekt zur Errichtung der Talsperre wurde im Jahre 1948 begonnen. Der Bau wurde 1951 fertiggestellt. Die Talsperre dient der Stromerzeugung. Sie ist im Besitz der Companhia Portuguesa de Produção de Electricidade (CPPE).

## Absperrbauwerk
Das Absperrbauwerk ist eine Bogenstaumauer (bzw. Bogengewichtsstaumauer) aus Beton mit einer Höhe von 97 m über der Gründungssohle. Die 230, nach anderer Quelle 294 m lange Mauerkrone liegt auf einer Höhe von 701 m über dem Meeresspiegel. Das Volumen des Bauwerks umfasst 228.000 m³. Entworfen wurde die Staumauer von André Coyne.
Die Staumauer hat sowohl einen Grundablass als auch eine Hochwasserentlastung mit zwei Toren. Über den Grundablass können maximal 135 m³/s abgeführt werden, über die Hochwasserentlastung maximal 1100 m³/s. Das Bemessungshochwasser liegt bei 1500 m³/s.

## Stausee
Beim normalen Stauziel von 700 m erstreckt sich der Stausee über eine Fläche von rund 4 km² und fasst 94,5 (bzw. 96,5) Mio. m³ Wasser – davon können 93 (bzw. 92,1) Mio. m³ genutzt werden. Das minimale Stauziel liegt bei 645 m. Mit den nutzbaren 92,1 Mio. m³ Wasser können 125,2 Mio. kWh erzeugt werden.

## Kraftwerk Vila Nova
Im Kraftwerk Vila Nova befinden sich sowohl die drei Maschinen, die von der Talsperre Venda Nova mit Wasser versorgt werden als auch die Maschine, die von der Talsperre Paradela versorgt wird.

### Kraftwerk Venda Nova I
Das Kraftwerk Venda Nova I ist mit einer installierten Leistung von 90 (bzw. 135 oder 144) MW eines der mittelgroßen Wasserkraftwerke in Portugal. Die durchschnittliche Jahreserzeugung liegt bei 383,9 (bzw. 389 oder 439) Mio. kWh.
Die drei Pelton-Turbinen mit horizontaler Welle leisten jede maximal 29,094 MW und die zugehörigen Generatoren 32 MVA. Die Nenndrehzahl der Turbinen liegt bei 428,6/min. Die Generatoren haben eine Nennspannung von 11 kV. In der Schaltanlage wird die Generatorspannung von 11 kV mit Leistungstransformatoren hochgespannt.
Die drei Maschinen des Kraftwerks befinden sich in einem Maschinenhaus, das mit der Talsperre durch einen 2650 m langen Tunnel und eine 820 m lange Druckrohrleitung verbunden ist.
Die minimale Fallhöhe beträgt 354,8 m, die maximale 414,2 m. Der maximale Durchfluss liegt bei 10,5 m³/s je Turbine.

### Kraftwerk Paradela
Das Kraftwerk ist mit einer installierten Leistung von 54 MW eines der kleineren Wasserkraftwerke Portugals. Die durchschnittliche Jahreserzeugung liegt bei 254 Mio. kWh.

## Kraftwerk Venda Nova II
Das Kraftwerk Venda Nova II ist ein Pumpspeicherkraftwerk mit einer installierten Leistung von 194,2 (bzw. 191,6) MW. Die durchschnittliche Jahreserzeugung liegt bei 220 Mio. kWh. Der Stausee der Talsperre Salamonde dient dabei als Unterbecken für das Pumpspeicherkraftwerk. Die Bauarbeiten begannen im Jahre 1997 und waren 2004 abgeschlossen. Im August 2005 wurde erstmals Strom erzeugt.
Die Francis-Turbinen und die Generatoren wurden von Voith Siemens Hydro geliefert. Sie befinden sich in einem unterirdischen Maschinenhaus, dass sich 350 m unter der Oberfläche befindet.
Die 2 reversiblen Francis-Pumpturbinen leisten zusammen maximal 194,2 MW und die zugehörigen Generatoren 212,8 MVA. Die Nenndrehzahl der Turbinen liegt bei 600/min. Die Generatoren haben eine Nennspannung von 12 kV. In der Schaltanlage wird die Generatorspannung von 12 kV mit Leistungstransformatoren auf 150 kV hochgespannt. Im Pumpbetrieb haben die Maschinen eine maximale Leistungsaufnahme von zusammen 189,4 MW und befördern maximal 42,6 m³/s.
Die maximale Fallhöhe beträgt 422 m. Der maximale Durchfluss liegt bei 51 m³/s je Turbine.
Das Kraftwerk ist im Besitz der CPPE, wird aber von EDP betrieben.

## Kraftwerk Venda Nova III
Das Kraftwerk Venda Nova III ist mit einer installierten Leistung von 746 MW das größte Pumpspeicherkraftwerk Portugals. Die durchschnittliche Jahreserzeugung liegt bei 1,441 Mrd. kWh.
Mit dem Bau wurde im April 2010 begonnen. Das Kraftwerk ist im Juli 2015 ans Netz gegangen. Es werden zwei reversible Pumpturbinen mit einer Leistung von jeweils 373 MW installiert, die sich in einem unterirdischen Maschinenhaus befinden. Die Kosten für Venda Nova III belaufen sich auf 322,5 (bzw. 350) Mio. €.
Der maximale Durchfluss liegt bei 200 m³/s.